# 弘松芹香
弘松 芹香（ひろまつ せりか、11月8日 - ）は、日本の女性声優。高知県出身。賢プロダクション所属。賢プロダクション所属の声優による絵本の読み聞かせをする「けんけんぱーく」のメンバーである。

## 略歴
中学生の時に見たアニメ映画がきっかけで、「声優をやってみたい」と思うようになった。 「やりたい」から「なりたい」に変わったのは高校生の頃で、本気で将来の仕事を考えた時であった。
スクールデュオ16期アッパークラス出身。2016年4月1日、賢プロダクションに所属。

## 人物
特技は土佐弁、砲丸投げ、絵画（油彩画）、歌、読み聞かせ。趣味はギター（弾き語り）、釣り、ゲーム観賞、サッカー、野球観戦、料理。

## 出演
太字はメインキャラクター。

### テレビアニメ
2014年
- 幕末Rock - ノンクレジット
- パックワールド - ノンクレジット

2017年
- パズドラクロス（少年）

2018年
- イナズマイレブン アレスの天秤（2018年 - 2019年、早乙女聖也、石壁ヤモリ、八木原克己、花岡強、派手野哲、六豹条、道場敦教、一星の弟、ソン・ソア、アスモ・デウス、シュウ・チュナ、エメリコ・ロルカ、ビッグマン、グレオ、ラビ・エレメンコ、レナト、マルセロ、ピエトロ・モレスコ、ミンタカ 他） - 2シリーズ
- メジャーセカンド（木村、虹ヶ丘ビートルズ 選手B）
- メガロボクス（2018年 - 2021年、バスケ少年B、カウント、客の女、住民E、子供J 他） - 2シリーズ
- キラキラハッピー★ ひらけ!ここたま（小平すすむ）
- ゾンビランドサガ（母親）
- 爆釣バーハンター（女の子）
- ジョジョの奇妙な冒険 黄金の風（ナランチャの母親）
- 殺戮の天使（アナウンサー）

2019年
- 盾の勇者の成り上がり（2019年 - 2025年、少年、女性、重鎮） - 2シリーズ
- 賢者の孫（シン＝ウォルフォード〈幼少期〉）
- ポチっと発明 ピカちんキット（主婦）
- 超人高校生たちは異世界でも余裕で生き抜くようです!（子供A、子供C、村人C）
- ファンタシースターオンライン2 エピソード・オラクル（アークス）
- ちはやふる3（陸上部員、客）
- 七つの大罪 シリーズ（2019年 - 2021年、老婆、グラリーザ、村の女、村人） - 2シリーズ

2020年
- 僕のヒーローアカデミア（2020年 - 2024年、男子児童、リポーター、カメラマン） - 2シリーズ
- プリンセスコネクト!Re:Dive（2020年 - 2022年、男の子、おかみ、市場の人、給仕、女性 他） - 2シリーズ
- ゾゾゾ ゾンビーくん（ゾンビーくん）
- ふしぎ駄菓子屋 銭天堂（2020年 - 2024年、生徒、芙美）
- 禍つヴァールハイト -ZUERST-（隊員、ザイツの妹）
- 憂国のモリアーティ（花売り、令嬢F、女性客）

2021年
- トロピカル〜ジュ!プリキュア（2021年 - 2022年、白石きりこ、料理部員、園児、ソフト部員、ようすけ 他）

2022年
- 宇宙なんちゃら こてつくん（学生、ムー、マイちゃん、カステラ）
- 名探偵コナン（従業員）
- SPY×FAMILY（2022年 - 2023年、イーデン校生徒） - 3シリーズ
- 転生賢者の異世界ライフ 〜第二の職業を得て、世界最強になりました〜（ソニア）
- サマータイムレンダ（灯台）
- サザエさん（2022年 - 2023年、ダイスケ）

2023年
- ブルーロック（成早夕夜）
- 永久少年 Eternal Boys（子役）
- 冒険大陸 アニアキングダム（ルッタ）
- アイドルマスター シンデレラガールズ U149（ゆーくん）
- 魔術士オーフェンはぐれ旅 聖域編（店員）
- AYAKA -あやか-（子供B）
- デッドマウント・デスプレイ（蓬）

2024年
- 結婚指輪物語（子）
- ガールズバンドクライ（司会者）
- シンカリオン チェンジ ザ ワールド（北条先生）
- 夜のクラゲは泳げない（男子）
- ラーメン赤猫（藤見）
- ダンダダン（クラスメイトF）

2025年
- TO BE HERO X（ユズ）
- ヴィジランテ-僕のヒーローアカデミア ILLEGALS-（学生）
- 鬼人幻燈抄（町人）
- プリンセッション・オーケストラ（ポーン幼体）

### 劇場アニメ
- 映画 Go!プリンセスプリキュア Go!Go!!豪華3本立て!!!（2015年、妖精、住民たち）
- 映画 プリキュアオールスターズ みんなで歌う♪奇跡の魔法!（2016年、役名不明）
- きみと、波にのれたら（2019年、女A）
- Gのレコンギスタ II ベルリ 撃進（2020年、女声）
- 映画ざんねんないきもの事典（2022年、リロイの弟、ヒクイドリのヒナ、セリシア、セリシアの仲間たち）

### Webアニメ
- 40周年だよ!! コロコロオールスター小学校（2017年、星野空）
- 薄明の翼（2020年、研究員C）
- 日本沈没2020（2020年、大地）
- もったいないばあさん（2020年、男の子ママ[18]）
- ただいま!ちびゴジラ（2020年、ちびゴジラ[19]）
- ブラックチャンネル（2021年、ゾンビーくん）
- LUPIN ZERO（2023年、ジェニファー）

### ゲーム
2015年
- ワールドギミック

2016年
- 白猫プロジェクト（少年、魔道士、他）
- 進撃の巨人
- スターオーシャン:アナムネシス
- トリックスター 〜召喚士になりたい〜（カペル）
- マヨナカガラン（安東妻、少年黒洲）

2017年
- Blackish House←sideZ（桜坂茉莉絵）
- 荒野行動
- スター・ウォーズ バトルフロントII (2017)
- CARAVAN STORIES（ジグララ）

2018年
- イナズマイレブンAC
- クイズRPG 魔法使いと黒猫のウィズ（ビィ）
- 進撃の巨人2
- OCTOPATH TRAVELER（アリアナ、エミール）
- プリンセスコネクト！Re:Dive（2018年 - 2019年、獣人の女、男の子、老婆、中年女性、参拝客 他）
- ドラゴンクエストビルダーズ2 破壊神シドーとからっぽの島

2019年
- ポケモンマスターズ / EX（2019年 - 2023年、カンナ）
- Apex Legends（アナウンサー）
- 進撃の巨人2 -Final Battle-
- ゴーストリコン ブレイクポイント（ベッカー副隊長、ラティ博士）
- ニード・フォー・スピード ヒート

2020年
- Marvel's Avengers（ケイト・ビショップ / 二代目ホークアイ） - DLC追加キャラクター
- アサシン クリード ヴァルハラ（クヌート）
- GALAXYZ（マルタ）

2021年
- あやかし幼稚園（酒呑童子）

2022年
- WAR OF THE VISIONS ファイナルファンタジー ブレイブエクスヴィアス 幻影戦争（シーレル）
- 無期迷途（チェルシー伯爵 ）

2023年
- ゼルダの伝説 ティアーズ オブ ザ キングダム

2024年
- 百英雄伝 (ラーラ）
- デッドライジング デラックスリマスター

### ドラマCD
- 俺様レジデンス -有栖川 VS 西園寺- 有栖川一悦
- 殺戮の天使 異世界コメディ「aNGels of death」ハロウィン編（少年）
- 僕のヒーローアカデミア 七人の放課後（プリントシールボイス）

### BLCD
- 酷くしないで3（カナ）
- 百と卍（女将）

### 吹き替え

#### 映画（吹き替え）
- アウェアネス 超能力覚醒
- アサシネーション・ネーション（エム・レイシー〈アブラ〉）
- アップサイドダウン・マジック（ノーリー〈イザベラ・ローズ〉）
- あの夜、マイアミで
- 荒鷲の要塞（ハイジ〈イングリッド・ピット〉）※ムービープラス吹替追録版
- インサイド・マン2（女性記者）
- ウィキッド ふたりの魔女[28]
- エル・チャポ（グラシエラ、エルヴァ、フィオナ姫）
- 俺たちホームズ&ワトソン（フロットサム）
- ガールズ・トリップ
- 神は銃弾（ケース・ハーディン〈マイカ・モンロー〉[29]）
- ガン・シティ 〜動乱のバルセロナ〜（新聞売り少年）
- クイーン&スリム
- クリスマスがくれたもの（ケリー）
- グレイス -消えゆく幸せ-（ジャスミン・ブライアント〈ブレシャ・ウェッブ〉）
- ケミカル・ハーツ（ラー）
- 獣の棲む家
- ザ・スーベニア〜魅せられて〜（ギャランス）
- ザ・プロム（アリッサ・グリーン〈アリアナ・デボーズ〉）
- シャチの見える灯台（ホアコ）
- 18歳の"やっちまえ"リスト（ナタリー）
- 死霊のえじき -ブラッドライン-（ジェレミー）
- スピード・キルズ（メリッサ）
- スペンサー・コンフィデンシャル（ジェイミー）
- 沈黙の鉄槌（シャーロット）
- DCエクステンデッド・ユニバース
  - ジャスティス・リーグ（12歳少年）
  - アクアマン（魚人王女）
  - ハーレイ・クインの華麗なる覚醒 BIRDS OF PREY（仲間女1）
- ディスクワイエット（モニカ）
- 唐人街探偵 東京MISSION
- トールガール（ファリーダ〈アンジェリカ・ワシントン〉）
- 悩める失恋の処方箋（クレア）
- ネット有名人（少女）
- ハート・オブ・ストーン[30]
- バクラウ 地図から消された村（マダレーナ）
- バックトレース（レポーター女）
- パッドマン 5億人の女性を救った男（教授の息子）
- 運び屋（モリー・B）
- ハロウィン（息子）
- ファイティング・ファミリー（ザック幼少期）
- ファザーフッド（ローズ）
- ブラインド -光の射す方へ-（高校生のフィル・ロバートソン〈ローナン・キャロル〉[31]）
- ブリス -たどり着く世界-（エミリー〈ネスタ・クーパー〉）
- ブルー・ストーリー
- ホステル2（ローナ〈ヘザー・マタラッツォ〉）
- マーベル・シネマティック・ユニバース
  - アベンジャーズ/インフィニティ・ウォー（ドーム係）
  - ドクター・ストレンジ/マルチバース・オブ・マッドネス（サラ〈シェイラ・アティム〉[32]）
  - ソー:ラブ&サンダー（仮面をつけた神2[33]）
  - ブラックパンサー/ワカンダ・フォーエバー（女性技師3[34]）
- マッドマックス 怒りのデス・ロード（トースト〈ゾーイ・クラヴィッツ〉[35]）※ザ・シネマ版
- モーリス（ピッパ）
- 赦しのちから（ハンナ・スコット〈アリン・ライト＝トンプソン〉[36]）
- ラスト・クリーク（ソーヤ〈ハーマイオニー・コーフィールド〉）
- ラ・ヨローナ〜泣く女〜（トマス）
- ラン・ハイド・ファイト（受付係）
- レジェンド・オブ・スリーピー・ホロウ（アーネスト）
- レプリカズ（マット・フォスター〈エムジェイ・アンソニー〉）
- ROMA/ローマ

#### ドラマ
- アウトランダー（マリオン）
- アフェア 情事の行方
- アメリカン・ゴッズ
- 暗黒と神秘の骨（ジェンヤ・サフィン）
- アンと言う名の少女（ジョーシー・パイ〈ミランダ・マッキーオン〉、メアリー・ラクロア〈カーラ・リケッツ〉）
- イージー（オリバー）
- イカゲーム（ゲームアナウンス）
- ウィンクス・サーガ: 宿命（ブルーム〈アビゲイル・コーウェン〉）
- ウェントワース女子刑務所（ジュディ・ブライアント〈ヴィヴィアン・アウォソガ〉）
- ヴォルテール高校へようこそ（アニック・サビアニ〈ルーラ・コットン・フラピエ〉）
- Aリスト（アイリス）
- NYガールズ・ダイアリー 大胆不敵な私たち（アンジー）
- エレメンタリー ホームズ&ワトソン in NY6（ケルシー〈ミシェル・セレーヌ・アン〉）
- おくびょうねこな私たち（ウィンクルピンクル）
- クィア・アイ（イゾラ）
- グランド・アーミー（アルヌー・ワイルダー）
- クリミナル・マインド12 FBI行動分析課（少年トッド）
- グレイズ・アナトミー 恋の解剖学14（ジェイミー）
- ケイティ・キーン（アマンダ）
- コウラン伝 始皇帝の母（梅少妃）
- GONE/ゴーン（キャシー）
- ザ・クラウン（デイヴィッド）
- THE GREAT 〜エカチェリーナの時々真実の物語〜
- ザ・サーペント（マリー〈ジェナ・コールマン〉）
- ザ・チェア 〜私は学科長〜（ジュジュ）
- ザ・ネバーズ（ハリエット、プリムローズ）
- サブリナ: ダーク・アドベンチャー（ドルカス〈アビゲイル・コーウェン〉）
- サルファー・スプリングスの秘密（少女ジェス〈イザベラ・ローズ〉）
- ザ・ワイルズ 〜孤島に残された少女たち〜
- シーシュポス: The Myth
- シーズ・ガッタ・ハヴ・イット（プリータ）
- SEAL Team/シール・チーム
- JETT/ジェット（ジョジー〈ジョディ・ターナー＝スミス〉）
- シカゴ P.D.
- シカゴ・ファイア（ウェンディ・シーガー〈アンディ・アロー〉）
- シカゴ・メッド（マーラ）
- 13の理由（コートニー･クリムゼン〈ミシェル･セレーヌ･アン〉）
- ジュビリー 〜ボリウッドの光と影〜（ラトナ）
- スイート・トゥース: 鹿の角を持つ少年（英語版）（ラスティ）
- SUPERGIRL/スーパーガール（ルビー・アリアス〈エマ・トレンブレイ〉）
- スケルトン・ツインズ 幸せな人生のはじめ方（ジュデイ）
- スパニッシュ・プリンセス キャサリン・オブ・アラゴン物語（メアリー・ブランドン）
- セイラム 魔女の棲む町（アビゲイル）
- セックス・エデュケーション（ルビー・マシューズ〈ミミ・キーン〉、ヴィヴィアン・オデュサンヤ〈チンエンヤ・エズデュ〉）
- ダーク・マテリアルズ/黄金の羅針盤
- デイ・アフターZ（レーシャ）
- DEVILS〜金融の悪魔〜（キャリー・プライス〈サリー・ハルムセン〉）
- 天才少女ドギー・カメアロハ（ステフ・デニスコ〈エマ・マイゼル〉）
- トレッドストーン（若きペトラ・アンドロポフ〈エミリア・シューレ〉[37]）
- トワイライト・ゾーン（レナ〈アマラ・カラン〉）
- ハイスクール・ミュージカル:ザ・ミュージカル（ステフ）
- HAWAII FIVE-0（シャロン〈フィービー・ナイトハルト〉）
- ビッグバン★セオリー/ギークなボクらの恋愛法則（ルーチ）
- 瞳の奥に
- FARGO/ファーゴ3（ホッケー少年、無線女）
- FARGO/ファーゴ:カンザスシティ（エセルリダ・スマトニー〈イマイリ・クラッチフィールド〉[38]）
- フラーハウス（選手）
- ブラックライトニング（サラ・グレイ少佐）
- プリズン・ブレイク5（グレース）
- プリティー・リトル・ライアーズ7（ハドリー）
- プルーブン・イノセント 冤罪弁護士（シドニー）
- ブルックリン・ナイン-ナイン（カリ、アリシア）
- BRAVE NEW WORLD/ブレイブ・ニュー・ワールド（フラニー・クラウン〈カイリー・バンバリー〉[39]）
- フロム・ダスク・ティル・ドーン ザ・シリーズ（クロエ）
- ホームランド6（記者）
- マーベル・シネマティック・ユニバース
  - ファルコン&ウィンター・ソルジャー
  - ムーンナイト（ボビー）
  - ミズ・マーベル（タイシャ）
  - シー・ハルク:ザ・アトーニー
- マイネーム: 偽りと復讐
- マジシャンズ（クエンティン幼少期）
- またの名をグレイス（メアリー・ホイットニー〈レベッカ・リディアード〉）
- 未来の大統領の日記（オルテガ）
- メリー・アン・シングルトンの物語（リンダ、デブラ）
- 欲望は止まらない!（ドリュー・バリモア〈本人役〉）
- ラン・ザ・ワールド（エラ・マクフェア〈アンドレア・ボルドー〉）
- リーシーの物語（スコット幼少期）
- リリーが一番! 〜恋も仕事も全力ガール〜（エリカ･ジョーンズ〈マデリーン･ウエスト〉）
- レイヴン 〜少女とポニーの物語〜（カーリー）
- レモニー・スニケットの世にも不幸なできごと（フィオーナ・ウィダーシンズ）
- ロマノフ家の末裔〜それぞれの人生〜（ベンジー）

#### アニメ
- あっちいって ユニコーン!（ヒューゴ）
- アベンジャーズ・アッセンブル（タイフォイド・マリー）
- アルビン!&しまっピーズ（セオドア）
- アンジェラのクリスマス: 聖なる夜の願いごと（ドロシー）
- ウィッシュ・ドラゴン
- おっはよー!アンクルグランパ（ローリー）
- スター・ウォーズ:ヤング・ジェダイ・アドベンチャー（テイバー[40]）
- ツリーハウスたんていだん（ルーミー）
- トゥームレイダー : レジェンド・オブ・ララ・クロフト[41]
- DOTA: ドラゴンの血（ミラナ）
- ドラゴン王子（レイラ）
- トランスフォーマー:ウォー・フォー・サイバトロン・トリロジー（ムーンレーサー）
- パラダイス警察（ギャルカイダ）
- パワーパフガールズ
- ビッグシティ・グリーン（リーダー）
- ふしぎの国 アンフィビア（スプリグ・プランター）
- フィアレス スーパー・ベイビーズに立ち向かえ!（ワンダーパンク）
- プリンセス・マヤと3人の戦士たち（チミ）
- マインクラフト: ストーリーモード
- マジック・スクール・バス リターンズ（カルロス・ラモン）
- ミッチェル家とマシンの反乱（アビー・ポージー）

### 人形劇
- Thunderbolt Fantasy 東離劍遊紀3（2021年、女官A）

### デジタルコミック
- Beeマンガ 進撃の巨人（2015年）

### ナレーション
- MTV WORLD STAGE 音声解説放送
- NEXCO東日本 GAIKAN CHIBA スピンオフムービー

### ボイスオーバー
- あなたの知らないUSA
- アフターマリア 見捨てられた家族（レポーター女）
- いぬまにあ
- 大空の覇者たち
- CAR FIX
- カナダ鉄道24時
- カメラが捉えたキューバ
- ザ・ジレンマ: もうガマンできない?!（マディソン）
- スペースタイム
- 戦火の軍用機大全
- 潜入!北朝鮮:独裁者の精神
- 潜入!麻薬ビジネスの世界
- 地球ドラマチック
- 地球ものがたり 中米 パナマの大自然
- 追跡!未確認モンスター
- 動物界の意外なお友達
- ドリームホーム 〜模様替え大作戦!〜
- パーフェクト・スイーツ（エレーナ・ティンマン）
- バ科学
- 腹ぺこフィルのグルメ旅
- BS世界のドキュメンタリー
- PIXAR ピクサーの舞台裏（シルビア、バンダナ）
- ビッグ・フラワー・ファイト（ジョーダン）
- ファイアチェイサー：森林災害最前線
- フリント・タウン（ジャズミン・タトル）
- プロジェクト・ランウェイ14（ローリー・アンダーウッド）
- 冒険!世界ミステリーハンター
- モーガンフリーマンが語る宇宙
- 妄想オンナ旅inタイ
- 野生に生きる
- ライジング・フェニックス: パラリンピックと人間の可能性
- ラブアイランドUSA 水着で恋するフィジー編（クリステン）
- リズム＋フロー（B・マウフ・ボー）
- レイチェルのキッチンノート
- レボリューション-米国議会に挑んだ女性たち-（コーリ・ブッシュ）
- ワールド極限ミステリー
- ワールド犯罪ミステリー
- ワイルド!アニマルドクター
- 私たちの地球

### 映画
- My House

### イベント
- あべながのッ!秋のオールスター大感謝祭 あべなが劇場「恋愛ロボット」（レイコ）
- あべながのッ!ラジオドラマ「懐中時計と桜の樹」（ウメ、文哉の母）
- 声優ハッカソン〜楽天アプリ市場×Unity共催 Rakkathon in Tokyo2〜
- ピンクシャツデー2018 in 神奈川〜いじめストップ！ワールドアクション〜 朗読劇「ハッピーバースデー」

### その他コンテンツ
- 絵本の読み聞かせ「けんけんぱーく」
- 劇団ヘロヘロQカムパニー「DARK CROWS 2019 トキノソラ」（土佐弁方言指導）

### シリーズ一覧
1. ↑  『アレスの天秤』（2018年）、続編『オリオンの刻印』（2018年 - 2019年）
2. ↑  第1期（2018年）、第2期『NOMAD メガロボクス２』（2021年）
3. ↑  Season 1（2019年）、Season 4（2025年）
4. ↑  第3期『神々の逆鱗』（2019年）、第4期『憤怒の審判』（2021年）
5. ↑  第4期（2020年）、第7期（2024年）
6. ↑  第1期（2020年）、第2期『Season 2』（2022年）
7. ↑  Season 1:第1クール（2022年）、Season 1:第2クール（2022年）、Season 2（2023年）